# Yutaka Tahara
Yutaka Tahara (田原 豊, Tahara Yutaka) est un footballeur japonais né le 27 avril 1982 à Kagoshima.
Il est milieu offensif.

## Sélections
- Sélections des moins de 21 ans  Japon
- Sélections des moins de 19 ans  Japon
- Sélections des moins de 17 ans  Japon